# Oberea tripunctata
Oberea tripunctata es una especie de escarabajo longicornio del género Oberea, subfamilia Lamiinae. Fue descrita científicamente por Swederus en 1787.
Se distribuye por Canadá y los Estados Unidos. Mide 8-13 milímetros de longitud. El período de vuelo de esta especie ocurre en los meses de mayo, junio, julio y agosto.
Parte de la dieta de Oberea tripunctata se compone de plantas de las familias Anacardiaceae, Caprifoliaceae, Grossulariaceae, Salicaceae, entre otras.